# Micralictoides chaenactidis
Micralictoides chaenactidis är en biart som beskrevs av Richard Mitchell Bohart och Griswold 1987. Micralictoides chaenactidis ingår i släktet Micralictoides och familjen vägbin. Inga underarter finns listade i Catalogue of Life.